# Сергеевка (Кыштовский район)
Серге́евка — село в Кыштовском районе Новосибирской области. Административный центр Сергеевского сельсовета.

## География
Площадь села — 93 гектара.

## История
Основано в 1851 году. В 1928 году село Сергиевка состояло из 131 хозяйства, основное население — русские. В административном отношении являлось центром Сергиевского сельсовета Мало-Красноярского района Барабинского округа Сибирского края.

## Население
| 1926 | 2002 | 2007 | 2010 |
| ---- | ---- | ---- | ---- |
| 707  | ↘347 | ↘321 | ↘229 |

## Инфраструктура
В селе по данным на 2007 год функционируют 1 учреждение здравоохранения и 2 учреждения образования.